# 동백초등학교 (경기)
동백초등학교는 대한민국 경기도 용인시에 있는 공립 초등학교이다. 현재 용인시의 초등학교중 가운데 가장 학생이 많은 초등학교이다.

## 학교 연혁
- 2006년 5월 1일 : 개교

## 참고 자료
- 동백초등학교 - 한국교육학술정보원 학교알리미